# دویچه هاسپیتالیتی
دویچه هاسپیتالیتی (انگلیسی: Deutsche Hospitality) شرکت مهمان‌نوازی آلمانی است، که در سال ۱۹۳۰ تأسیس شد.